# 勝山康晴
勝山 康晴（かつやま やすはる、1971年3月31日（53歳） - ）は日本の舞台プロデューサー、ROCKSTAR(有)社長。静岡県藤枝市出身。

## 来歴
静岡県立藤枝東高等学校、早稲田大学社会科学部卒業。近藤良平らとともに1996年コンテンポラリーダンスカンパニー「コンドルズ」を立ち上げ、全ての公演においてプロデューサー兼出演者として参加。人気カンパニーに成長させた。
作家としてコンドルズの成立から今までを描いた「コンドルズ血風録」（ポプラ社）などがあり、SPUR、週刊SPA!、EYESCREAM、DDD、サイゾーなどでも執筆。
バンドプロジェクト「ストライク」（旧名・THE CONDORS）のボーカル・作詞作曲担当。作詞家としてNHK教育「こんどうさんちのたいそう」なども作詞。
現在、静岡放送で『GOGOワイドらぶらじ』（金曜日）のパーソナリティを担当している他、大学で舞台マネージメントの講師やTV・雑誌でアイドルの振付の評論も行っている。マンガ・アニメ・カツカレー通でもある。

## 出演

### ラジオ番組
- GOGOワイド 勝山康晴のらぶらじ（静岡放送） 2013年4月5日 -

## 著作
- コンドルズ血風録!―栄光に向かって走る あの列車に乗っていこう（2006年 ポプラ社）
- コンドルズ血風録!―タイム・イズ・オン・マイ・サイド（2008年 ポプラ文庫）